# William Téchoueyres
William Téchoueyres (Burdeos, 12 de febrero de 1966) es un empresario y ex–jugador francés de rugby que se desempeñaba como wing. Fue internacional con Les Bleus de 1994 a 1995.

## Selección nacional
Fue seleccionado a Les Bleus por primera vez para el Torneo de las Cinco Naciones 1994, debutó en la derrota contra La Rosa y dos semanas después enfrentó al XV del Cardo, ambos partidos los jugó como titular.
No volvió a ser convocado sino hasta mayo del siguiente año cuando Pierre Berbizier lo listó para el mundial. En total jugó 3 partidos y marcó 5 puntos.

### Participaciones en Copas del Mundo
Disputó el mundial de Sudáfrica 1995 donde Téchoueyres fue suplente de Émile Ntamack y Philippe Saint-André por lo que solo jugó ante Costa de Marfil, inició como titular y marcó su único try con el seleccionado. Este fue su último partido con Les Bleus, el equipo ganó su grupo, derrotó al XV del Trébol en cuartos y cayó ante los Springboks en semifinales, posteriormente vencería a Inglaterra y se adjudicaría la tercera posición.
| Mundial                       | Sede      | Resultado     | PJ | Tries |
| ----------------------------- | --------- | ------------- | -- | ----- |
| Copa Mundial de Rugby de 1995 | Sudáfrica | Tercer puesto | 1  | 1     |

## Palmarés
- Campeón del Top 14 de 1990–91.